# Clan Magliulo
Il clan Magliulo è stato un sodalizio camorristico di Afragola che operava anche nel  basso Lazio e nel casertano e indicata fra le più potenti famiglie appartenenti alla camorra.

## Storia
I Magliulo avevano avuto contatti molto stretti con il clan dei Casalesi; uno dei fondatori insieme ad Antonio Bardellino, boss storico dei Casalesi, fu Mario Magliulo, cognato di Bardellino. Il clan aveva anche contatti diretti con gli Esposito di Sessa Aurunca.
Negli anni novanta furono protagonisti di una faida sanguinosa contro il clan Moccia: le due famiglie si contendevano l'appalto per la costruzione dell'attuale Rione Salicelle. Gli interessi criminali si estendono soprattutto agli appalti edilizi e al controllo dei grandi centri commerciali campani oltre al traffico di stupefacenti, estendendo comunque la propria influenza anche alle regioni adriatiche e nel Lazio.
Altro esponente noto della famiglia è Vincenzo Magliulo, detto “l’Ingegnere della Camorra”, uno dei maggiori esponenti della faida tra Moccia e Magliulo tra gli anni ‘60 e ‘90.
Nel 1990 ha subito una delle maggiori confische di beni mobili ed immobili della storia della camorra,  fra cui la sede roccaforte, per un valore totale di oltre 150 miliardi di lire.
Gaetano Magliulo, capo della fazione camorristica di Torre del Greco e capo della frangia scissionista clan Falanga, sorvegliato speciale latitante dal 2009, è stato catturato a Terzigno il 12 novembre 2010 ed ora è rinchiuso nel carcere di Poggioreale.